# HMS Rorqual (N74)
«Роквол» (N74) (англ. HMS Rorqual (N74) — військовий корабель, підводний човен/підводний мінний загороджувач типу «Грампус» Королівського військово-морського флоту Великої Британії часів Другої світової війни.

## Історія створення
«Роквол» був закладений 1 травня 1935 року на верфі компанії Vickers-Armstrongs, Барроу-ін-Фернесс. 10 лютого 1937 року увійшов до складу Королівських ВМС Великої Британії.